# Centro (Tijuana)
La delegación Centro es una demarcación territorial y administrativa del municipio de Tijuana, en Baja California, México, ubicada al nornoreste de la ciudad. Es la principal zona histórica y económica de Tijuana.

## Historia
A mediados del siglo XIX, el terreno que ahora es la Zona Centro de la ciudad, pertenecía al rancho de Don Santiago Argüello, el cual fue ocupado para la ganadería.
Santiago Argüello vivió hasta 1862, pero posterior a su muerte, su familia seguía viviendo en el rancho, así los hijos y nietos fueron formando familias que se establecieron en su propiedad. 
El 11 de julio de 1889 se firmó el convenio que concluyó el litigio, que sobre los terrenos del rancho Tijuana sostuvieron por largo tiempo los herederos de don Santiago Argüello. A dicho convenio se le anexó un plano de fecha 15 de junio del mismo año, con el nombre de Mapa del pueblo Zaragoza proyectado para localizarse en terrenos del rancho de Tijuana. Su elaboración quedó a cargo del ingeniero Ricardo Orozco, inspector federal de la Secretaría de Fomento, comisionado para informar sobre la situación real de los proyectos desarrollados en Ensenada por la International Company of México.
Originalmente, varios comercios de y cantinas que se encontraban en la zona y que servían de atractivo turístico para quienes habitaban en Estados Unidos. Sin embargo, el 10 de febrero de 1891,  el área donde se asentaba el pueblo quedó totalmente devastada debido a las aguas torrenciales de las lluvias que cayeron durante cinco días.

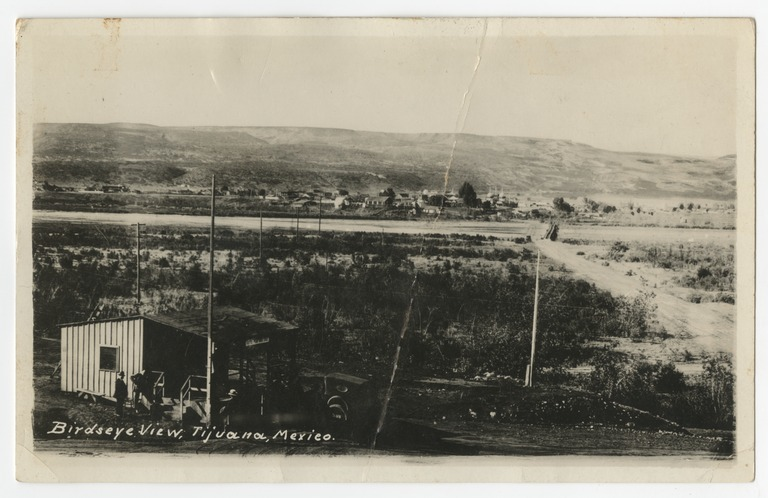
Vista del Rancho Tijuana a principios de 1900s

A partir de 1889 al declararse oficial el trazo de la nueva población, los herederos de Argüello, en particular José Ramón, José Antonio, Francisco y Julio iniciaron la venta de manzanas completas contiguas a la aduana.
En 1911, el pueblo fue asaltado por un grupo de filibusteros que tenían la intención de independizar Baja California y convertirla en una república socialista. El 15 de octubre de 1925, el presidente Plutarco Elías Calles, erigió en pueblo la congregación de Tijuana en la que se nombró Zaragoza al pueblo y Tijuana al municipio, sin embargo, debido a que por tradición se llamaba a la zona Tijuana, esto no surtió efecto, por lo que entonces se nombró Consejo Municipal. Fue hasta 1929 cuando dejó de ser consejo y de llamarse Zaragoza para transformarse en Delegación Municipal.
Entre 1928 y 1940, se fue poblando una de las colonias más antiguas de la ciudad, la Colonia Castillo, antes conocida como Puerta Blanca. Ahí existió un cruce fronterizo a Estados Unidos. A través de dicho cruce, era común transportar casas enteras, que llegaron a instalarse en la zona. Algunos edificios destacados de esa época fue el Hotel St. Francis (inició operaciones en 1906), ubicado actualmente en la Calle 2.ª y que esperando ser apoyado por el gobierno como edificio histórico de la ciudad, se destruyó en un incendio el 9 de diciembre de 2021. En 1938 se construyó el Toreo de Tijuana, en la carretera que llevaba a Agua Caliente y La Presa, por parte de su propietario Claudio Bresse inaugurada en corrida de toros el día 3 de julio de 1938 “mano a mano” entre Fermín Espinosa “Armillita” y Alberto Balderas, con toros de la ganadería de “Piedras Negras”.

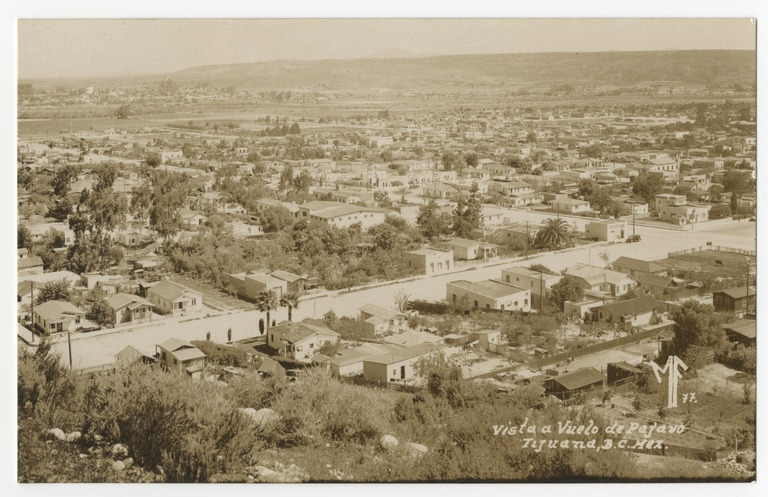
Vista del centro de Tijuana en los años 40s del siglo XX

El fundo legal de la ciudad se creó por decreto del 26 de abril de 1940, firmado por el Presidente Lázaro Cárdenas, destinando una porción de 836 hectáreas del rancho de Tijuana para permitir el crecimiento de la población y dotarla de servicios públicos. Para finales de la década ya se encontraban habitadas los cerros aledaños y existían las colonias Zona Central, la Zona Este y las colonias Castillo, Alemán, Altamira, Independencia, originalmente llamada Calles, Marrón, Revolución, América, Cacho-Escobedo, en la actualidad denominada Madero, Libertad, Cuauhtémoc y la Zona Norte. De ahí deriva el nombre Zona Centro, el cual en un futuro daría nombre a la delegación que actualmente forma parte del municipio de Tijuana.
En 1947 se conformó el Comité Pro Santuario Guadalupano, presidido por Aldrete y con la participación de algunos grupos de la Acción Católica Mexicana. En 1949 comenzó la reconstrucción de la Catedral de Tijuana, cuando la parroquia estaba a cargo del sacerdote Luis Gutiérrez y pronto fue sucedido por Salvador Sánchez, ambos Misioneros del Espíritu Santo, congregación encargada del vicariato de la Baja California entre 1939 y 1964. La obra fue dirigida por el ingeniero Conrado Mc Farland Rodríguez y fue terminada en 1956.
El 22 de diciembre de 1951 se registró un incendio en el salón conocido como El Coliseo, en un edificio de la avenida Mutualismo, entre las calles 3.ª y 4.ª, famoso en años anteriores por contar con un cine, oficinas administrativas y un salón que fue visitado por distintas celebridades. Dicha noche se realizó una posada a niños de escasos recursos con la finalidad de pasar las fiestas decembrinas, sin embargo, derivado de una pelea, se generó un corto circuito iniciando un incendio el cual se expandió rápidamente. Decenas de personas fallecieron esa noche, algunos intentando salir del lugar, el cual contaba con solo una salida de emergencia; otros perecieron ayudando a salir del inmueble a algunas personas, tal fue el caso de Ángel Camarena Romo y Héctor Tamayo. 

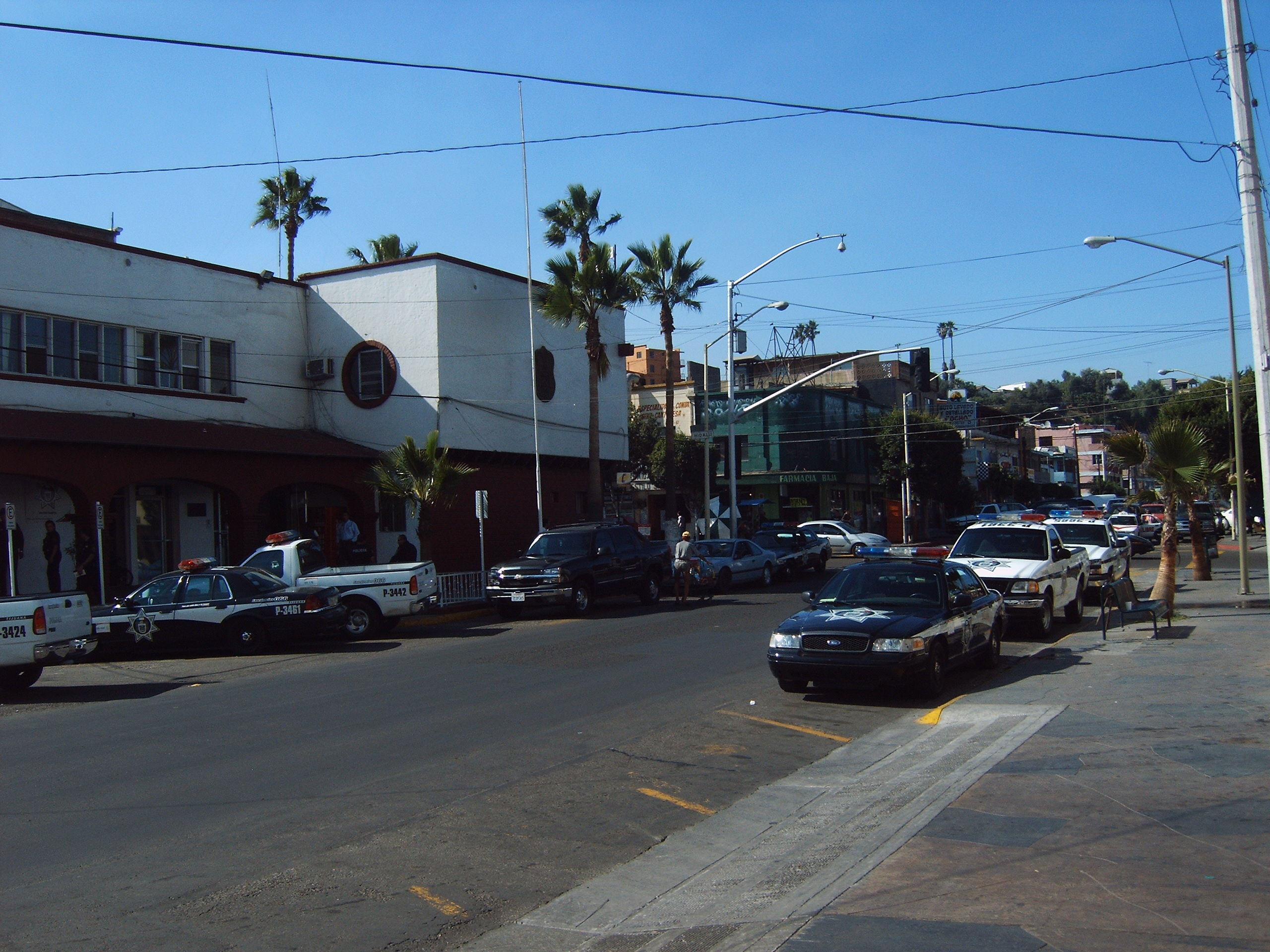
La antigua "Cárcel de la 8", demolida en diciembre de 2013

El 28 de diciembre de 1958 fue inaugurada una cárcel, construidas en la calle 8 del centro, el cual le daría su nombre. El inmueble se ubicó a su vez a un costado de las oficinas de la delegación y una estación de bomberos. La obra fue dirigida por el Ing. Ricardo Luviano. En 1971, todo el complejo municipal fue remodelado.   
En los años 70s, con la canalización del Río Tijuana, se comenzó la urbanización del distrito urbano Zona Río, ubicado al este de la delegación y que sería conectada a través de las colonias Río, así como algunas vialidades de la Zona Centro. En los años 60s, se construyó la Puerta México, un puente de arquitectura posmoderna con elementos del expresionismo, como la Casa de Ópera de Sídney, el Auditorio de Tenerife o el Palacio de los Deportes en la Ciudad de México. El puente sirvió como oficinas públicas y puente peatonal para los que cruzaban en la Garita Internacional de San Ysidro.  

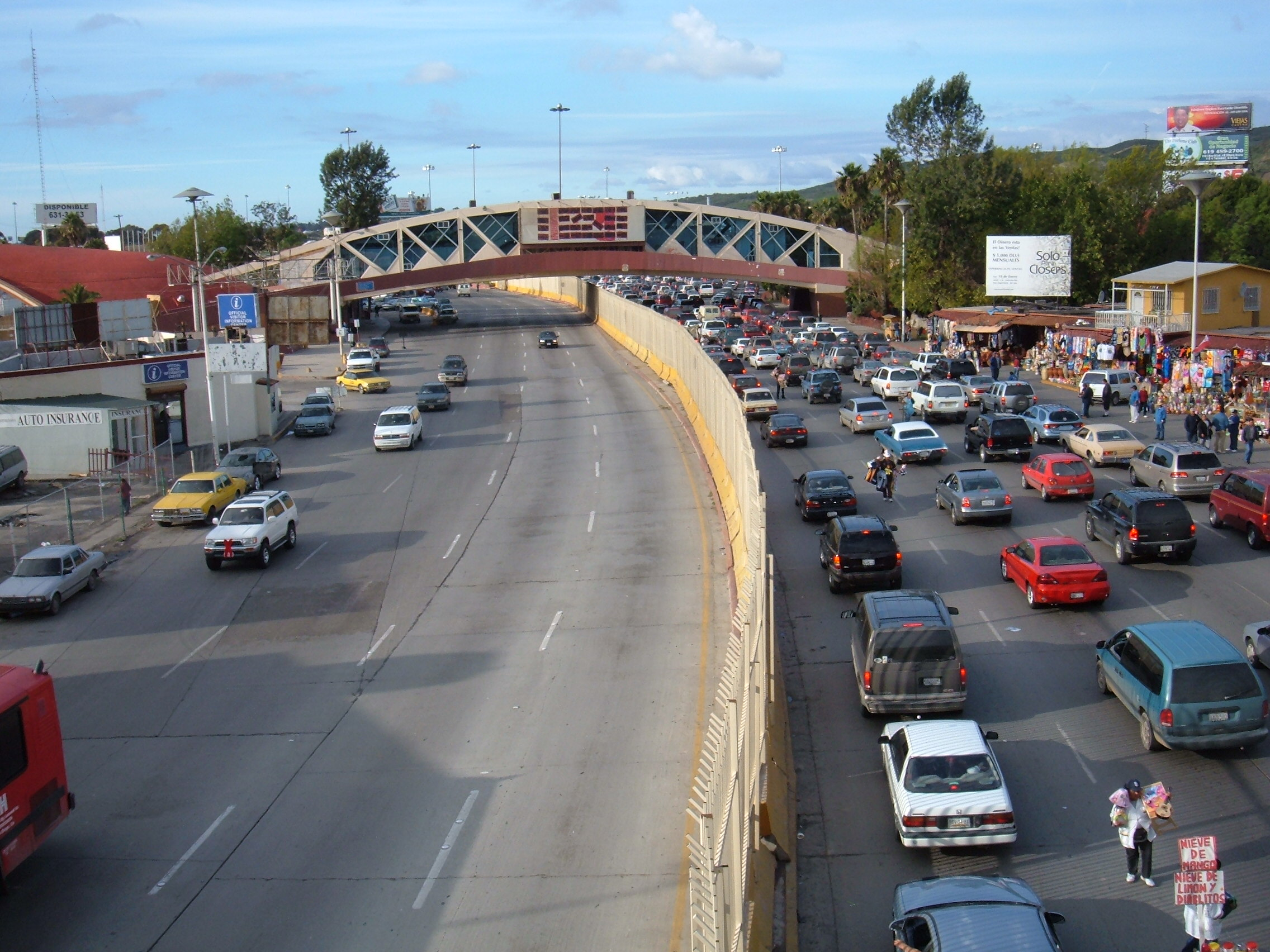
Puerta México. Edificio que funcionó desde los años 60s hasta 2015.

Tras el trazo urbano de la Zona Río, en 1979 se comenzó la construcción de la Plaza Río Tijuana, convirtiéndose en el primero en su tipo de la ciudad. Posteriormente, el 20 de octubre de 1982 se inauguró el Centro Cultural Tijuana y el 28 de noviembre de 1986, el nuevo Palacio Municipal, por parte del presidente municipal René Treviño Arredondo.
El 3 de julio del 2007 se demolió el Toreo de Tijuana, que llevara exactamente 69 años de existencia y siendo un ícono histórico en la ciudad.
El 22 de junio de 2011, es titulada "Ciudad Heroica", conmemorando el Centenario de la Toma de Tijuana por parte de los filibusteros en 1911, en el marco de la Revolución Mexicana. En diciembre de 2013, se demolió la Cárcel de la 8, así como la estación de bomberos de un costado. Por años se mantuvo la expectativa de qué uso tendría el predio municipal hasta la construcción del Parque La Ocho.   
En enero de 2015, autoridades de la Secretaría de Comunicaciones y Transportes, demolieron la Puerta México, edificio icónico de la Garita Internacional de San Ysidro.

## Paisaje urbano
| Noroeste: San Diego (California)    | Norte: San Diego (California) | Nordeste: San Diego (California) |
| Oeste: Playas de Tijuana            |                               | Este: Otay Centenario            |
| Suroeste: San Antonio de los Buenos | Sur: Sánchez Taboada          | Sureste: La Mesa                 |

La delegación Centro colinda al norte con la ciudad de San Ysidro, Estados Unidos, al oeste con la delegación Playas de Tijuana, al sur con las delegaciones San Antonio de los Buenos y Sánchez Taboada, al este con las delegaciones  La Mesa y  Otay Centenario.

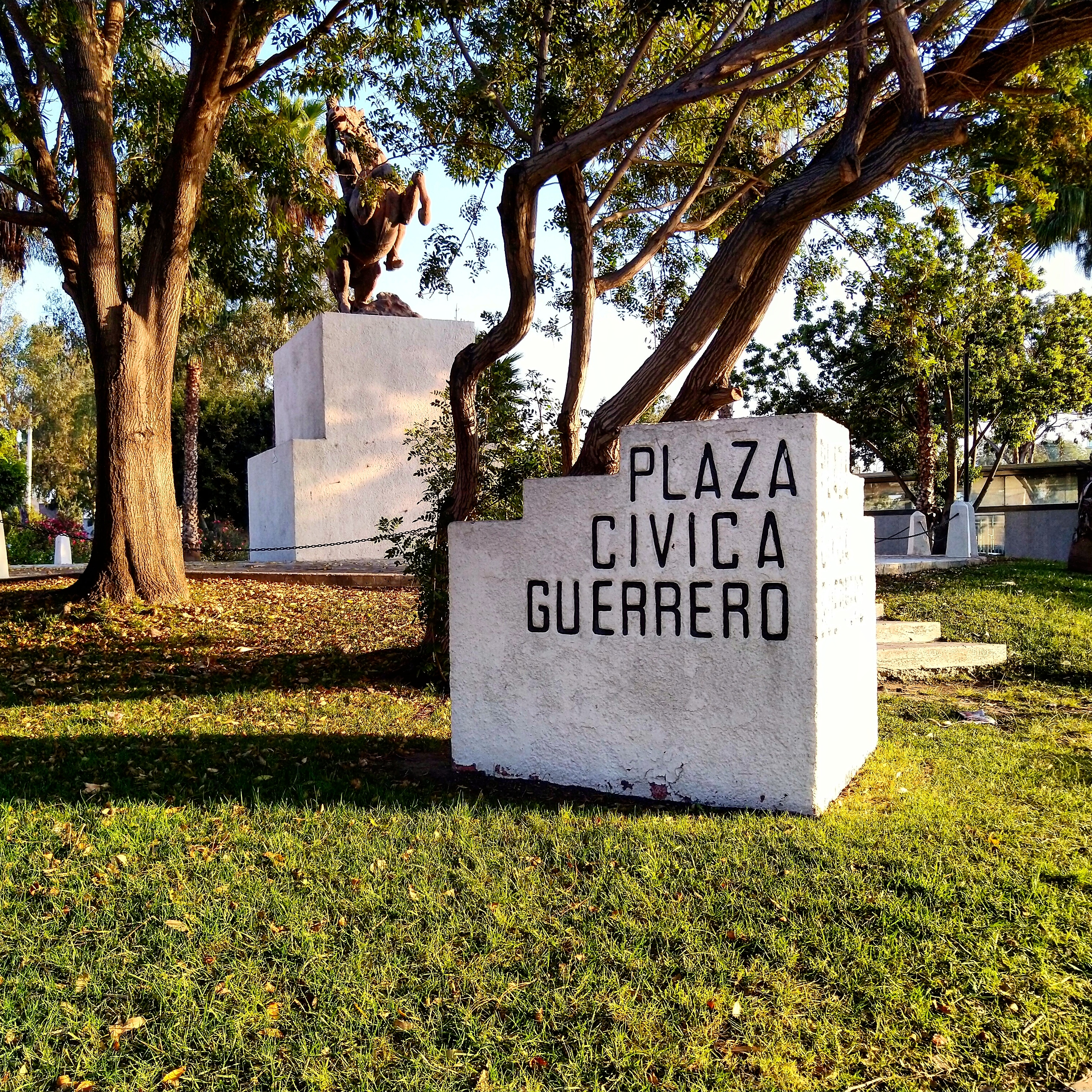
Plaza Cívica Guerrero en un crucero vial.

### Barrios o colonias

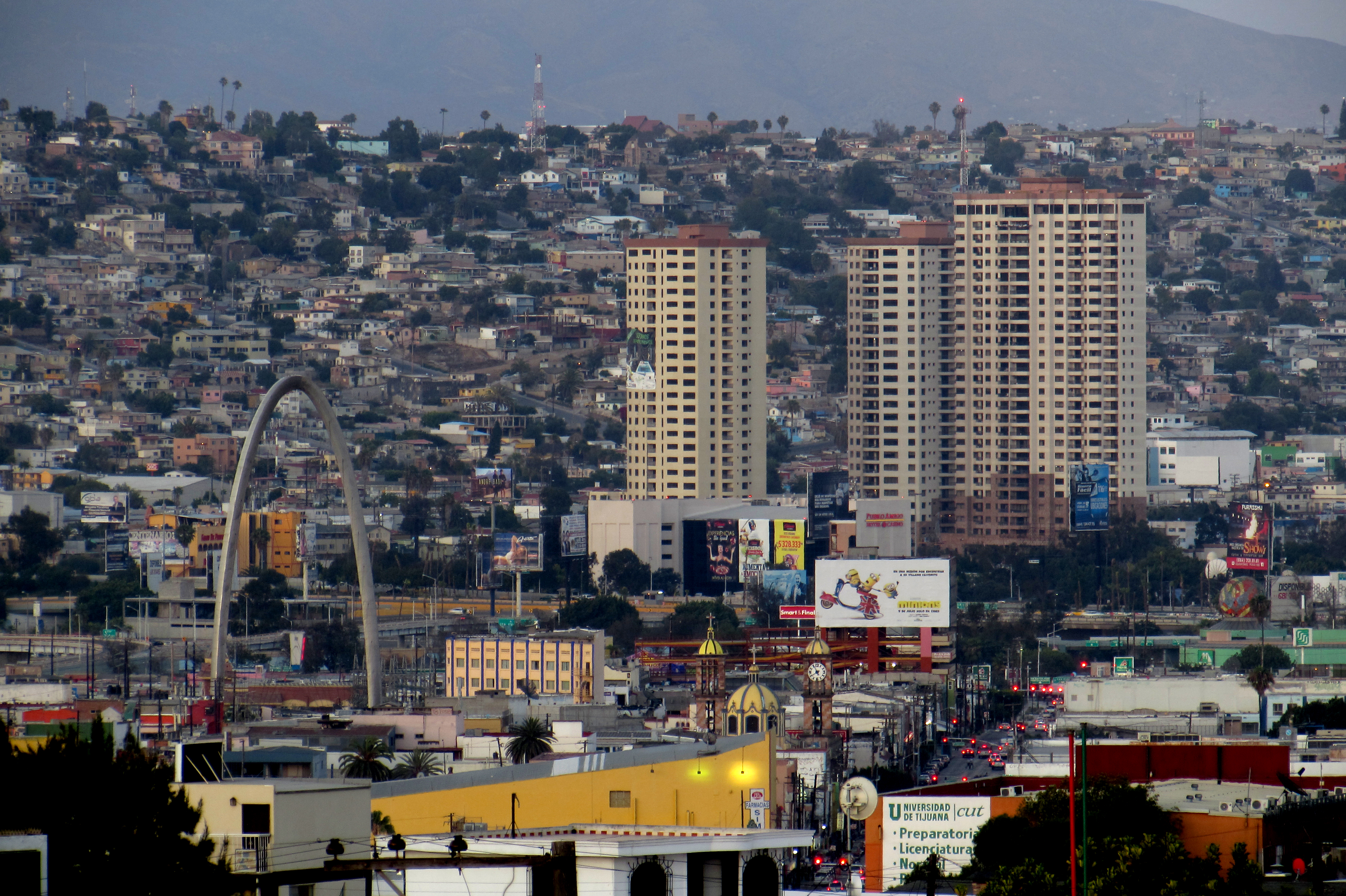
Vista de la Zona Centro, corazón histórico de la ciudad. Al fondo, edificios residenciales en el distrito económico.

A diferencia de otras ciudades en el mundo, los barrios en México son colonias que no cuentan realmente con alguna autoridad gubernamental oficial, aunque en ocasiones se cuenta con alguna junta de colonos. Las colonias más conocidas de la delegación son las siguientes: 
Colonia Morelos, Independencia, Marrón, Zona Norte, Zona Río, Colonia Madero, Altamira, Hidalgo, Alemán, Chapultepec, Hipódromo y Aviación, entre otras. 

### Lugares de interés
- Centro Cultural Tijuana
- Archivo Histórico de Tijuana
- Garita Internacional de San Ysidro
- Av. Revolución
- Parque Teniente Guerrero
- Plaza Bicentenario
- Casa de la Cultura
- Estadio Caliente
- Distrito gastronómico
- Panteón #1
- Club Campestre

### Edificios o monumentos
- Hotel Nelson

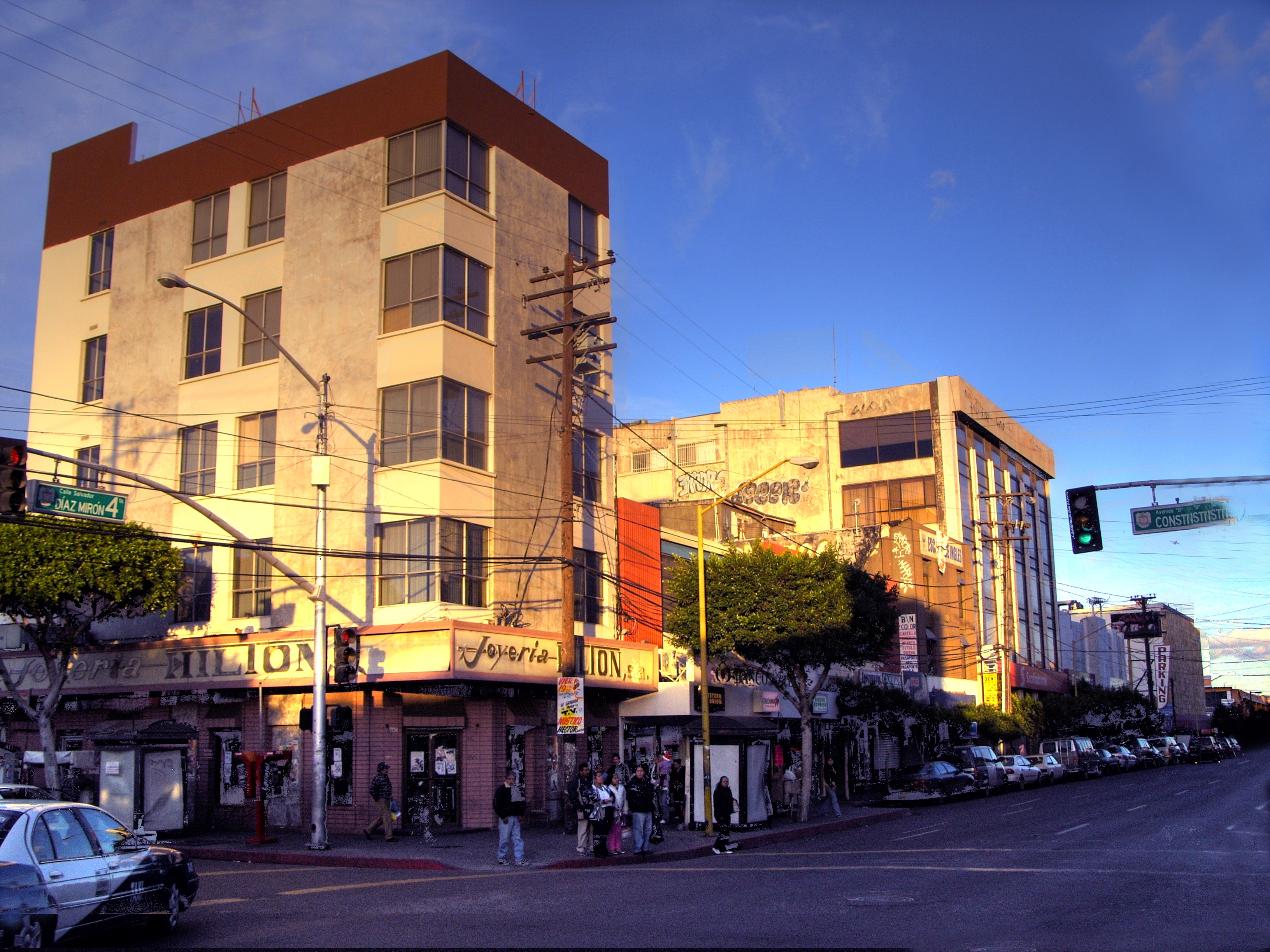
Calle 4.ª y Constitución en el Centro Histórico de Tijuana

- Palacio de Cultura (Antiguo Palacio Municipal)
- Santuario de la Virgen de Guadalupe
- Fiscalía General del Estado de Baja California

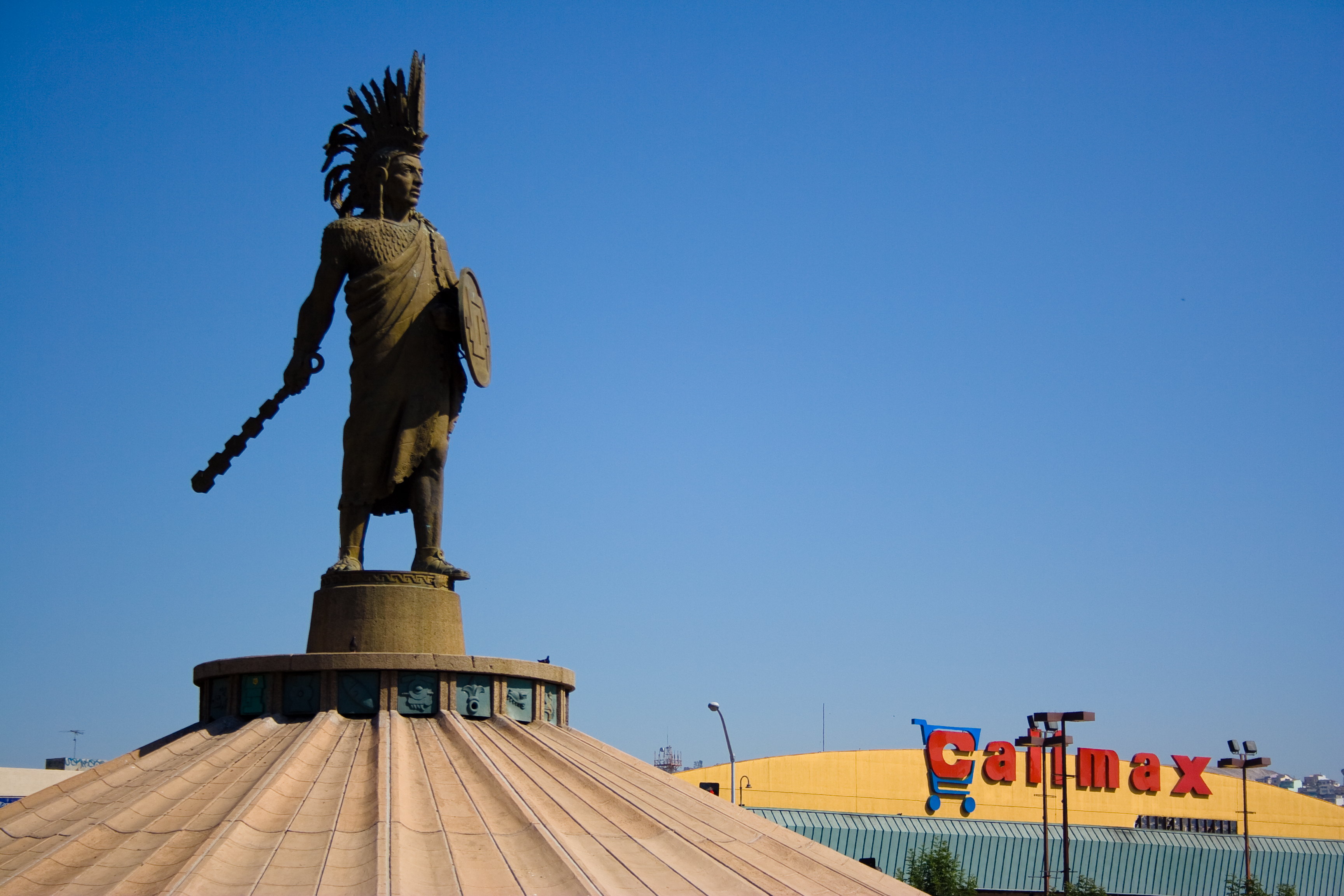
Monumento a Cuauhtémoc, una de las glorietas más concurridas en la ciudad

- Torre de Agua Caliente
- Palacio Jai Alai
- Hotel Ticuán
- Arquidiócesis de Tijuana
- Minarete de Agua Caliente
- Mercado Hidalgo

- Monumento CuauhtémocMonumento a Cuauhtémoc, una de las glorietas más concurridas en la ciudad
- Monumento México
- Monumento Lincoln
- Monumento Ignacio Zaragoza
- Monumento Lázaro Cárdenas
- Monumento Rodolfo Sánchez Taboada
- Monumento Miguel Hidalgo
- Monumento José Ma. Morelos
- Monumento Padre Kino
- Teatro Zaragoza

## Ocio y cultura

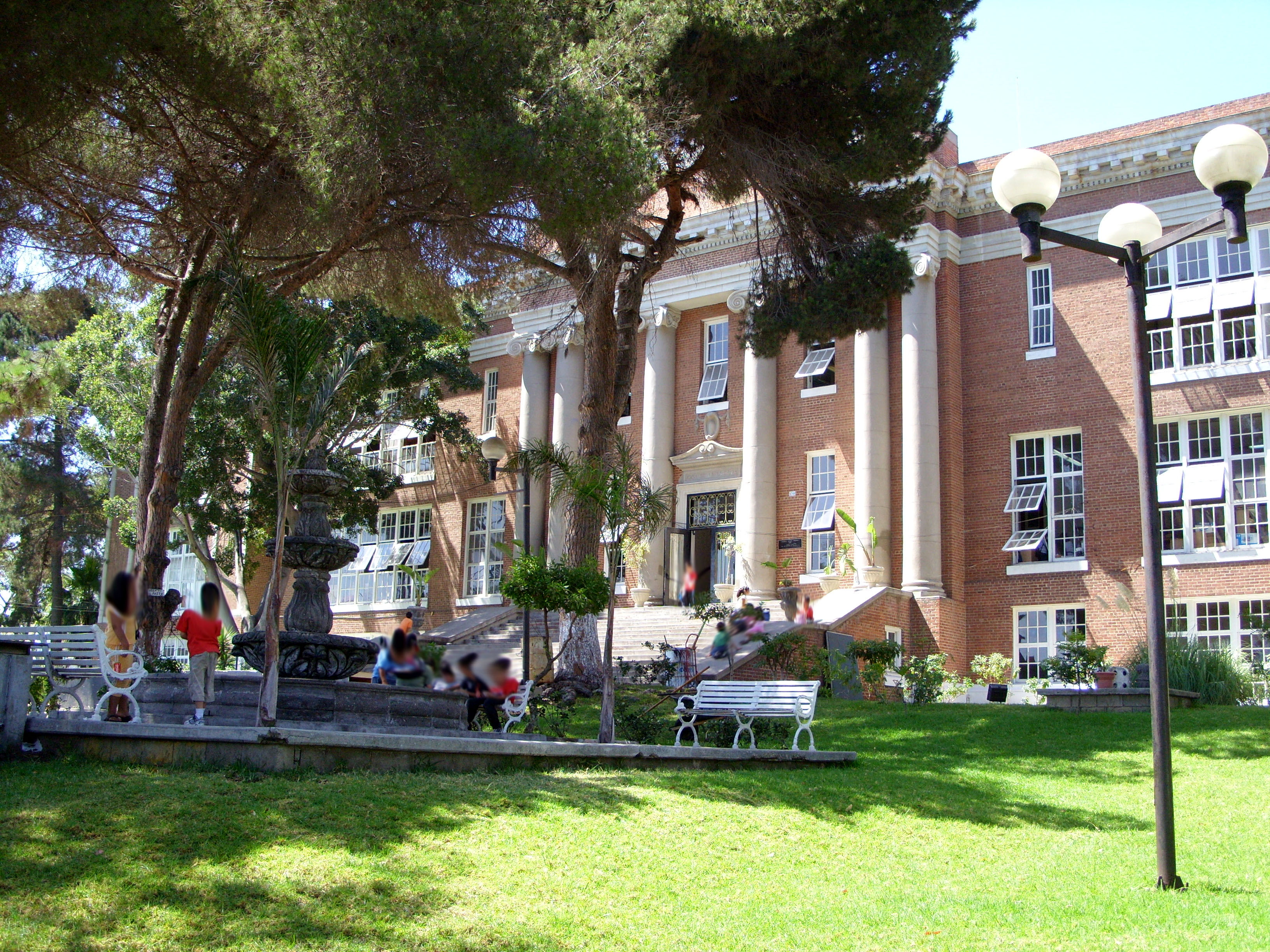
Casa de la Cultura en la Col. Altamira. Originalmente funcionó como Escuela Primaria Álvaro Obregón.

La delegación Centro concentra la mayoría de la actividad cultural y de ocio de la ciudad de Tijuana, contando con centros comerciales, cines, teatros y donde se realizan principalmente los festivales culturales y cívicos. 

### Museos
- Museo El Cubo
- Museo El Trompo
- Museo de las Californias
- Museo del Coleccionista de Tijuana (MUCOTI)
- Museo de la Lucha Libre Mexicana
- Museo de Cera
- Museo de Historia de Tijuana
- Salón de la Fama del Deporte de Tijuana
- Museo del Taco

### Cines y Teatros
Los cines y teatros en Tijuana son principalmente privados, algunos dedicados a la difusión del cine independiente y otros a la exhibición del cine comercial. La mayoría de los cines establecidos en la zona son de las principales cadenas nacionales. En cuanto a teatros, estos son espacios ofrecidos a la producción teatral independiente de la ciudad.

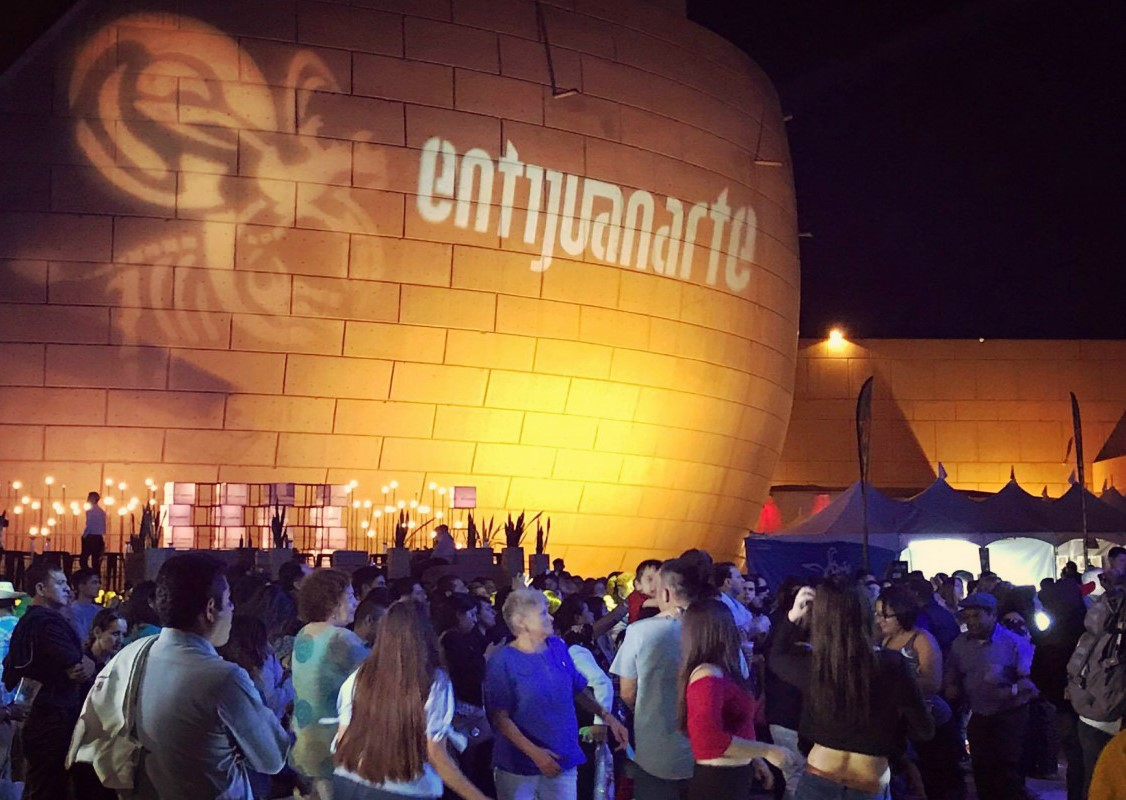
Entijuanarte, uno de los festivales culturales con más asistencia en la ciudad.

- Cineteca Tijuana
- Cinépolis Plaza Río
- Cinépolis Chapultepec
- Cinépolis Galerías Hipódromo
- Cinemex Pavillion
- Cinemex Landmark
- Multiforo del ICBC
- Teatro Zaragoza
- Teatro del CECUT
- Teatro del IMSS
- Teatro Las Tablas
- Teatro “Cine Libertad”
- Majestic Theatre
- Teatro Valentina
- Loft Espacio Creativo

### Zonas comerciales
Es la actividad comercial una de las principales actividades económicas de la delegación hay comercios en prácticamente toda la Zona Centro y también se concentran algunos centros comerciales, conocidas como “plazas”. 
- Plaza Río
- Plaza Minarete
- Paseo Chapultepec
- Galerías Hipódromo
- Plaza Pavillion

### Distrito gastronómico
Además, al oeste de la delegación, principalmente establecidos entre el bulevar Salinas y el bulevar Sánchez Taboada, se encuentra el Distrito Gastronómico, una zona que reúne una gran variedad de restaurantes con distintas propuestas gastronómicas de cocina nacional e internacional.

## Turismo médico
El paisaje urbano de la delegación centro, en especial la más cercana a la línea internacional, se cubre con una gran cantidad de locales dedicados a la salud, farmacias, clínicas, centros médicos y hospitales, a raíz de la gran derrama turística que hay por parte de personas provenientes del sur de California y Nevada, convirtiendo a Tijuana en la capital del turismo médico en México. 

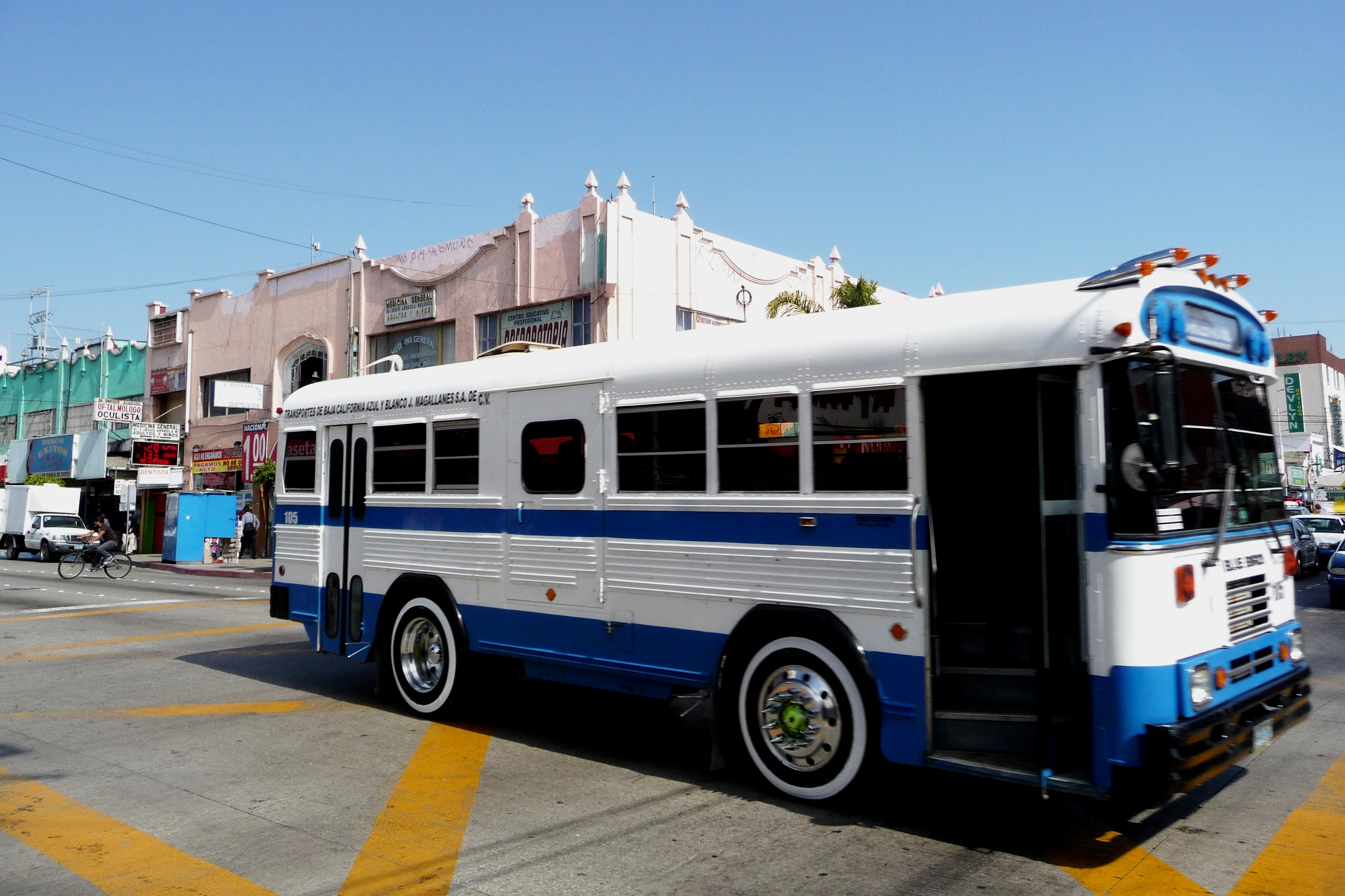
Unidad de transporte tradicional de la ciudad

## Movilidad

### Transporte
Al ser una de las delegaciones más densamente pobladas, gran parte de las empresas transportistas atraviesan la delegación o bien, tienen sus bases de ruta. Algunos taxis operan desde la Garita de San Ysidro y otros más en algunas calles de la Zona Centro desde donde parten a distintas colonias y otras delegaciones de ciudad. La línea 1 de la Ruta Troncal atraviesa la delegación por los principales puntos de interés, teniendo su estación en la Av. Revolución.

### Vialidades

Infraestructura de comunicaciones de la delegación

Las vialidades principales de la delegación unen a San Ysidro con el resto de la ciudad. Aunque con estatus de bulevar, la Carretera Federal No.1 atraviesa la delegación bajo el nombre de Bulevar Cuauhtémoc Norte y Sur. 
De oeste a este:
- Av. Padre Kino
- Paseo Centenario
- Vía Rápida Oriente
- Vía Rápida Poniente
- Paseo de los Héroes
- Bulevar Sánchez Taboada
- Benito Juárez (Calle Segunda)
- Avenida Ignacio Allende (Calle Novena)
- Bulevar Agua Caliente
- Bulevar Salinas
- Avenida 20 de Noviembre

De norte a sur
- Avenida Revolución
- Bulevar Cuauhtémoc
- Bulevar Independencia
- Bulevar Gustavo Aubanel Vallejo (Blvr. Fundadores)
- Avenida Cañón Johnson
- Avenida París
- Bulevar de las Américas

## Delegados
| Delegados                                          | Período                                            | Ayuntamiento       | Alcalde en turno                          | Partido |
| -------------------------------------------------- | -------------------------------------------------- | ------------------ | ----------------------------------------- | ------- |
| Martin Israel Muñoz Aviles (Encargado de despacho) | 12 de junio de 2023 - actual                       | XXIV Ayuntamiento  | Montserrat Caballero Ramírez              |         |
| Héctor Reginaldo Riveros Moreno                    | 1 de octubre de 2021 - 5 de junio de 2023          | XXIV Ayuntamiento  | Montserrat Caballero Ramírez              |         |
| Marcello Hinojosa Jiménez                          | 19 de marzo de 2021- 30 de septiembre de 2021      | XXIII Ayuntamiento | Arturo González Cruz Karla Ruiz McFarland |         |
| Pedro López Solís                                  | 18 de marzo de 2020- 18 de marzo de 2021           | XXIII Ayuntamiento | Arturo González Cruz Karla Ruiz McFarland |         |
| Aarón Pallares Aceves                              | 1 de octubre de 2019- 17 de marzo de 2020          | XXIII Ayuntamiento | Arturo González Cruz Karla Ruiz McFarland |         |
| Pablo Genaro López Moreno                          | 29 de diciembre de 2017 - 30 de septiembre de 2019 | XXII Ayuntamiento  | Juan Manuel Gastélum                      |         |
| Rodolfo Olimpo Hernández Bojórquez                 | 2 de diciembre de 2016 - 28 de diciembre de 2017   | XXII Ayuntamiento  | Juan Manuel Gastélum                      |         |
| Iv Kalim Charita Rodríguez                         | 9 de abril de 2014 - 30 de noviembre de 2016       | XXI Ayuntamiento   | Jorge Astiazarán Orcí                     |         |
| Daniel Romero Mejía                                | 1 de diciembre de 2013 - 9 de abril de 2014        | XXI Ayuntamiento   | Jorge Astiazarán Orcí                     |         |
| Raquel Stabinsky Velazco                           | 13 de marzo de 2013 - 30 de noviembre de 2013      | XX Ayuntamiento    | Carlos Bustamante Anchondo                |         |
| Rosa Aurora Herrera Martínez                       | 2 de febrero de 2012 - 1 de marzo de 2013          | XX Ayuntamiento    | Carlos Bustamante Anchondo                |         |
| Marco Antonio Nuño Insunza                         | 1 de diciembre de 2010 - 2 de febrero de 2012      | XX Ayuntamiento    | Carlos Bustamante Anchondo                |         |
| Manuel de Jesús Echeverría López                   | 1 de marzo de 2010 30 de noviembre de 2010         | XIX Ayuntamiento   | Jorge Ramos Hernández                     |         |
| José Antonio Araiza Regalado                       | 1 de diciembre de 2007 - 1 de marzo de 2010        | XIX Ayuntamiento   | Jorge Ramos Hernández                     |         |
| Alberto Bravo Urriza                               | 10 de febrero de 2007 - 30 de noviembre de 2007    | XVIII Ayuntamiento | Jorge Hank Rhon                           |         |
| Tirso Alfonso Lievano Hernández                    | 28 de marzo de 2006 - 8 de febrero de 2007         | XVIII Ayuntamiento | Jorge Hank Rhon                           |         |
| Luis Rodolfo Enríquez Martínez                     | 31 de marzo de 2004- 30 de noviembre de 2004       | XVII Ayuntamiento  | Jesús González Reyes                      |         |
| Sergio Gómez Mora                                  | 20 de enero de 2004 - 30 de marzo de 2004          | XVII Ayuntamiento  | Jesús González Reyes                      |         |
| Ricardo González Cruz                              | 5 de diciembre de 2001- 16 de enero de 2004        | XVII Ayuntamiento  | Jesús González Reyes                      |         |
| Francisco Javier Zepeda Villaseñor                 | 25 de enero de 2000 - 30 de noviembre de 2001      | XVI Ayuntamiento   | Francisco Vega de Lamadrid                |         |
| César Alejandro Monraz Sustaita                    | 1 de diciembre de 1998 - 14 de enero de 2000       | XVI Ayuntamiento   | Francisco Vega de Lamadrid                |         |